# بنجا (بازیکن فوتبال)
بنجا (انگلیسی: Benja؛ زادهٔ ۲۳ اوت ۱۹۸۷) بازیکن فوتبال اهل اسپانیا است.
از باشگاه‌هایی که در آن بازی کرده‌است می‌توان به باشگاه فوتبال هرکولس، باشگاه ورزشی اروپا، باشگاه فوتبال ژیرونا، باشگاه فوتبال کوردوبا، باشگاه فوتبال سابادل، باشگاه فوتبال لاس پالماس، باشگاه فوتبال الچه، و باشگاه فوتبال بارسلونا بی اشاره کرد.